# Christian III de Deux-Ponts-Birkenfeld
Pour les articles homonymes, voir Christian III.
Christian III de Deux-Ponts-Birkenfeld, né le 7 novembre 1674 à Strasbourg et décédé le 3 février 1735 à Deux-Ponts, est comte palatin de Birkenfeld et de Birkenfeld-Bischweiler de 1715 à 1735 ; il est également duc du Palatinat-Deux-Ponts de 1731 à 1735.

## Biographie
Christian naît à Strasbourg en 1674 de Christian II de Birkenfeld-Bischweiler et de Catherine-Agathe de Ribeaupierre (von Rappoltstein ; à Ribeauvillé) : il est leur seul fils à atteindre l'âge adulte.
Il commence sa carrière dans les armées françaises en 1697, prend le commandement du Régiment alsacien et s'illustre au siège de Barcelone, à la fin de la guerre de la Ligue d'Augsbourg. En 1699, il hérite de sa mère le comté de Rappoltstein. En 1702 il devient maréchal de camp, et en 1704 il est promu lieutenant général. Il participe avec brio à la bataille d'Audenarde en 1708.
En 1717, à la mort de son père, il abandonne la carrière des armes et prend en mains la gestion de son domaine patrimonial de Deux-Ponts-Birkenfeld, qui n'est qu'une petite partie du comté de Sponheim. 
De 1721 à 1722, il fait restaurer l'Église protestante de Bischwiller.
En 1731, le comte palatin Gustave Samuel Léopold de Deux-Ponts meurt sans enfants et Christian III se considère comme l'héritier de ses domaines. Ses parents protestent mais par un traité conclu avec l'électeur palatin Charles III Philippe du Palatinat à Mannheim le 24 décembre 1733, ils acceptent finalement que Christian reçoive le Palatinat-Deux-Ponts. Il meurt en 1735 à Deux-Ponts et il est inhumé dans l'église Saint-Alexandre de la cité.

## Union et postérité
Christian III de Deux-Ponts-Birkenfeld épouse en 1714 Caroline de Nassau-Sarrebruck.
Quatre enfants sont issus de cette union :
- Caroline (1721 – 1774), surnommée « la Grande Landgravine» : en 1741 elle épouse le landgrave Louis IX de Hesse-Darmstadt, d'où une importante postérité ;
- Christian IV (1722 – 1775), duc palatin des Deux-Ponts et comte palatin de Birkenfeld de 1734 à 1775. En 1751, il épouse morganatiquement Marianne Camasse (1734 – 1807) (postérité), danseuse qu'il fait titrer comtesse de Forbach sur l'intervention du roi Louis XV de France auprès de son beau-père le roi Stanislas Leszczynski, duc viager de Lorraine et de Bar et dont il a : Philippe de Deux-Ponts-Birkenfeld (1754 – 1807), comte de Forbach et vicomte de Deux-Ponts, époux en 1780 d'Adélaïde de Polastron (1760 – 1795), dont postérité ;
- Frédéric-Michel (1724 – 1767) épousa en 1745 Françoise de Palatinat-Soulzbach : parents de Charles II Auguste, et de Maximilien qui accède au trône de Bavière et perpétue la maison de Wittelsbach ;
- Christine de Deux-Ponts-Birkenfeld (1725 – 1816) : en 1741 elle épouse Charles-Auguste de Waldeck-Pyrmont.

## Grades militaires
- Maréchal de camp (à partir de 1702)
- Lieutenant-général (à partir de 1704)